# NGC 6252
NGC 6252 este o galaxie situată în constelația Ursa Mică. A fost descoperită în 1 ianuarie 1802 de către William Herschel.